# Bệnh chiến thắng

Một ví dụ về bệnh chiến thắng và kết quả thảm khốc của nó: Sự rút lui của Napoleon khỏi Moscow, được vẽ bởi Adolph Northen vào thế kỷ 19.

Bệnh chiến thắng (tiếng Anh: Victory disease) là hiện tượng xảy ra trong lịch sử quân sự, chỉ sự tự mãn và kiêu ngạo của một chỉ huy khi người này đạt được một chiến thắng hoặc một loạt chiến thắng khi tham gia chiến tranh. Hậu quả sau cùng khiến cho vị chỉ huy đó nhận lấy một thất bại chung cuộc.
Một chỉ huy mắc "bệnh chiến thắng" sẽ coi thường kẻ thù, và tin vào sự bất khả chiến bại của chính mình, kết cục dẫn quân đội của anh ta đến thảm họa. Chỉ huy đó có thể sử dụng các chiến lược quân sự và chiến thuật quân sự hiệu quả trong các trận đánh hay những cuộc chiến tranh trong thời gian dài, sẽ đến lúc đối mặt với kẻ thù thông minh hơn. Những chỉ huy quân sự thù địch dần thay đổi cách thức chiến đấu để có thể đánh bại vị chỉ huy mắc "bệnh chiến thắng" trong những trận chiến quan trọng sau đó. Chỉ huy bị ảnh hưởng bởi "căn bệnh chiến thắng" cũng có thể không lường trước được rằng một kẻ thù mới có thể sử dụng các chiến thuật khác với những kẻ thù cũ. Một chỉ huy quá tự tin có thể coi thường tình báo quân sự, lực lượng đang giúp vị chỉ huy đó nhận rõ kẻ thù có chiến thuật mới như thế nào.
Thuật ngữ này cũng được áp dụng ngoài lĩnh vực quân sự.